# 愛のホットライン
『愛のホットライン』（あいのホットライン）は、フジテレビ系で1981年5月14日から同年9月24日まで放送されたテレビドラマ。
全13話。

## 概要
警視庁で家庭犯罪や少年非行を扱う少年家庭特捜部のチーフ（加山雄三）を中心に、都会に生きる様々な人間模様が描かれた刑事ドラマ。

## 出演者
- 梶雄大：加山雄三

- 原田節子：田中好子
- 浦部久：加藤武
- 海野宏：星正人
- 入江渚：新井春美
- 貝谷千津：中原早苗
- 潮剛志：山西道広
- 磯田龍次：成瀬正
- 大岡政一郎：仲谷昇
- 梶雄太：田崎哲也
- 岬駿介：近藤正臣

## スタッフ
- 企画：黒澤満（セントラル・アーツ）、河村雄太郎（フジテレビ）
- プロデューサー：恩田光（加山プロモーション）、紫垣達郎、伊地智啓（セントラル・アーツ）
- 脚本：サブタイトル参照
- 監督：サブタイトル参照
- 音楽：平野融
- 制作：セントラル・アーツ、加山プロモーション

## 主題歌
- 来生たかお「Goodbye Day」（キティレコード）

（作詞：来生えつこ　作曲：来生たかお　編曲：松任谷正隆）

## サブタイトル
| 話数 | 放送日         | サブタイトル                                  | 脚本       | 監督     | ゲスト                                               |
| ---- | -------------- | --------------------------------------------- | ---------- | -------- | ---------------------------------------------------- |
| 1    | 1981年 5月14日 | 暴走迷路                                      | 池田雄一   | 西村潔   | 桂木文、 滝川龍之介                                  |
| 2    | 5月21日        | 加害者の顔                                    | 池田一朗   | 児玉進   | 寺内大太、 柴崎英毅、 古矢順一郎                     |
| 3    | 5月28日        | 危険を買う少女                                | 長坂秀佳   | 児玉進   | 池田信子、 東条きよし                                |
| 4    | 6月11日        | 夫が死んだとき                                | 押川國秋   | 小谷承靖 | 吉行和子、 江角英明、 岡竜也、 殿山泰司              |
| 5    | 6月25日        | 節子の賭け・いのち炎のごとく!                 | 池田一朗   | 小澤啓一 | 石井茂樹、 内田朝雄、 中島葵                         |
| 6    | 7月9日         | お母さんが消えた                              | 大工原正泰 | 小谷承靖 | 田島令子、 斉藤喜之、 中原潤                         |
| 7    | 7月23日        | 親と子のきずな                                | 押川國秋   | 小澤啓一 | 原日出子、 北詰友樹、 鈴木瑞穂                       |
| 8    | 7月30日        | 大都会の冷たい風                              | 佐治乾     | 小谷承靖 | 大村波彦、 林未来、 椎谷建治                         |
| 9    | 8月13日        | 十四歳の殺し屋                                | 池田一朗   | 小谷承靖 | 直江喜一、 渥美国泰、 武岡淳一、 八名信夫、 笹入舟作 |
| 10   | 8月27日        | しあわせの向う側・盗聴マイクが死を呼んだ      | 大工原正泰 | 児玉進   | 久富惟晴、 志麻いづみ、 鹿又裕司、 松岡明美          |
| 11   | 9月10日        | 17歳、女の挑戦・私を奪った夜が憎い!           | 池田雄一   | 児玉進   | 片岡五郎、 賀田裕子、 岸正明                         |
| 12   | 9月17日        | 少年放火魔                                    | 中西隆三   | 西村潔   | 絵沢萌子、 鈴木健一、 堀田雅己、 井上孝雄            |
| 13   | 9月24日        | 子どもたちを救え!白昼のスクールバス・ジャック | 池田一朗   | 児玉進   | 中西良太、 船戸順                                    |

## 前後番組
| フジテレビジョン 木曜日20:00-20:54枠 （1981年5月-1981年9月） | フジテレビジョン 木曜日20:00-20:54枠 （1981年5月-1981年9月） | フジテレビジョン 木曜日20:00-20:54枠 （1981年5月-1981年9月） |
| 前番組                                                       | 番組名                                                       | 次番組                                                       |
| ------------------------------------------------------------ | ------------------------------------------------------------ | ------------------------------------------------------------ |
| 探偵同盟                                                     | 愛のホットライン                                             | おあねえさん                                                 |